# Edward Lawrence Logan

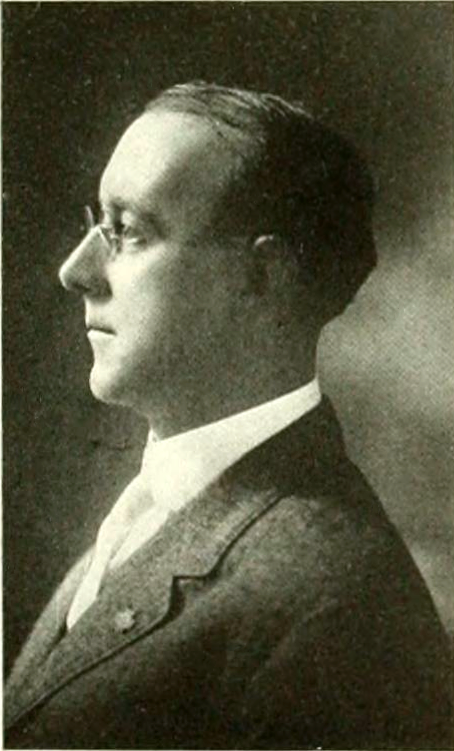
Edward Lawrence Logan (1916)

Edward Lawrence Logan (* 20. Januar 1875 in South Boston, Massachusetts; † 6. Juli 1939 in Boston, Massachusetts) war ein US-amerikanischer Lieutenant General der Nationalgarde von Massachusetts, Politiker und Rechtsanwalt.

## Leben

### Jugend, Studium und Kriegseinsatz
Logan wurde als Sohn von Lawrence Logan und Catherine M. Logan (geb. O’Conner) geboren und wuchs mit vier Brüdern in South Boston auf. Ab 1894 ging er auf das Harvard College, welches er 1897 mit Abschluss verließ. Im Anschluss ließ er sich in das 9. Infanterieregiment der Nationalgarde von Massachusetts aufnehmen und kam nach mehreren Beförderungen im Spanisch-Amerikanischen Krieg auf Kuba zum Einsatz. Nach seiner Rückkehr schrieb er sich in Harvard zum Studium der Rechtswissenschaften ein und schloss dieses 1901 erfolgreich ab. Danach widmete er sich zunächst einer kurzen politischen Karriere.

### Erste politische Mandate

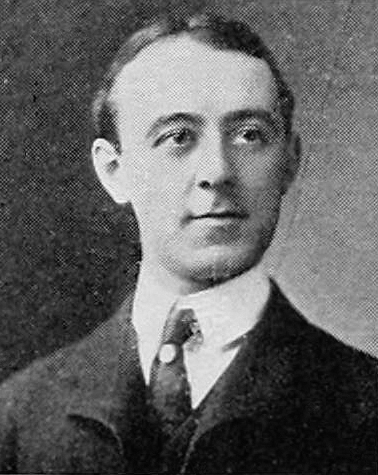
Logan im Jahr 1902 als Mitglied des Committee on Metropolitan Affairs

1899 kandidierte er erfolgreich für sein erstes politisches Mandat, einen Sitz im Stadtrat von Boston. Diesen Sitz gab er bereits im Jahr 1900 wieder ab, in den Jahren 1901 und 1902 war er Abgeordneter im Repräsentantenhaus von Massachusetts. 1905 wurde er dann in den Senat seines Bundesstaates gewählt (Senator 1906–1907), daneben hatte er 1906 versucht, Abgeordneter im Kongress in Washington, D.C. für die Demokratische Partei zu werden, diese Wahl war allerdings nicht erfolgreich.
Nach seinen zwei Jahren im Senat von Massachusetts begann Logan 1907 als beigeordneter Richter am Municipal Court for the South Boston District zu arbeiten; diesen Sitz sollte er über seine militärische Karriere hinaus und für die nächsten 25 Jahre innehaben.

### Regimentskommandeur und Einsatz im Ersten Weltkrieg
Nach seinem Einsatz im Krieg hatte Logan 1899 das Militär zunächst verlassen, sich allerdings 1901 wieder eingeschrieben und war mittlerweile im 9. Infanterieregiment – mit dem er bereits seinen Kriegseinsatz absolviert hatte – aufgestiegen. 1909 und 1910 war er als Aide-de-camp (vergleichbar einem Adjutanten als Berater in militärischen Fragen) des Gouverneurs in dessen Stab eingesetzt. Im Februar 2011 war er zunächst Major geworden, im Mai 1912 folgte seine Beförderung zum Colonel und er wurde gleichzeitig Kommandeur des Regiments. 1914 begann der Erste Weltkrieg, in dem die Vereinigten Staaten zunächst neutral blieben. Das änderte sich im Jahre 1917 mit der Versenkung der Laconia durch ein U-Boot der kaiserlichen Marine des Deutschen Reiches. Der Kriegseintritt der USA bedeutete für Logans Regiment, dass es zunächst von der Exekutive des Bundesstaates Massachusetts in die Unterstellung der United States Army wechselte, in 101st Infantry Regiment umbenannt und gleichzeitig der 26th Infantry Division unterstellt wurde. Im Anschluss wurde die Division nach Frankreich verlegt und beteiligte sich unter Logans Führung am weiteren Kriegsverlauf bis zum Waffenstillstand im November 1918.
Im April 1919, etwa ein halbes Jahr nach dem Ende des Krieges, wechselte das Regiment wiederum zurück in den Status als Verband der Nationalgarde, wobei der Auftrag von Logan darin bestand, diese Umstellung zu organisieren. Im Januar 1921 wurde er wegen seiner Verdienste vom Gouverneur und späteren US-Präsidenten Calvin Coolidge zum Brigadier General befördert und übernahm das Kommando über die 1st Brigade der Nationalgarde. Im März 1923 wurden die Verbände der Nationalgarde erneut reorganisiert, unter dem Kommando einer 26th Division gebündelt und Logan zu deren erstem Kommandeur ernannt. Damit verbunden war auch seine Beförderung zum Major General.

### Späteres Leben
Logan blieb Angehöriger der Nationalgarde bis 1929 und wurde in Anerkennung seiner militärischen Verdienste und der Dauer seines Dienstes in den Streitkräften vom Staat Massachusetts mit seinem Ausscheiden aus der Nationalgarde zum Lieutenant General befördert und war zum Zeitpunkt seiner Beförderung der erste und einzige Träger dieses Dienstgrades. In seinen letzten Lebensjahren setzte er sich verstärkt für Veteranen ein, in dem er sich zum Präsident der National Guard Association of the United States wählen ließ; seit 1920 hatte er zudem den Posten des State Commander of the American Legion inne. Am 6. Juli 1939 starb er mit 64 Jahren in Boston.
Logan war verheiratet und hatte drei Kinder. Sein Bruder Francis V. Logan war 1939 Brigadier General und Kommandeur der 52nd Infantry Brigade der Nationalgarde von Massachusetts.

## Trivia
Logan zu Ehren wurde der internationale Flughafen Bostons 1943 in Boston-Logan International Airport umbenannt.